# Mariya Lasitskene
Pour les articles homonymes, voir Koutchina.
Mariya Lasitskene (Мари́я Алекса́ндровна Ласицкéне, Mariya Aleksandrovna Lasitskene/Lasickienė), née Mariya Kuchina (en russe : Мари́я Ку́чина) le 14 janvier 1993 à Prokhladny, est une athlète russe, spécialiste du saut en hauteur. 
Championne du monde en salle 2014 puis en plein air à Pékin en 2015, elle remporte en tant qu'athlète neutre autorisée (ANA) trois nouveaux titres mondiaux, à Londres en 2017 ainsi qu'à  Doha en 2019 en plein air, et à Birmingham en 2018 en salle. La Russie n’étant toujours pas autorisée à présenter une sélection nationale à Tokyo en 2021, elle y remporte le titre olympique en tant que membre du Comité olympique de Russie (ROC).

## Biographie

### Carrière junior
Mariya Kuchina se révèle lors des Championnats du monde jeunesse de 2009 en remportant la médaille d'argent du saut en hauteur avec 1,85 m, derrière l'Italienne Alessia Trost. Elle s'impose dès l'année suivante à Singapour lors de la première édition des Jeux olympiques de la jeunesse avec un saut à 1,89 m.
En début de saison 2011, Mariya Kuchina franchit une barre à 1,97 m lors du meeting en salle de Třinec, en République tchèque. Elle établit à cette occasion un nouveau record du monde junior de la discipline, améliorant d'un centimètre la précédente meilleure marque mondiale junior de la Bulgare Desislava Aleksandrova-Mladenova datant de la saison 1994. Elle remporte fin juillet 2011 le titre des championnats d'Europe juniors, à Tallinn en Estonie, égalant le record des championnats avec un nouveau record personnel en plein air à 1,95 m.
Lors des championnats du monde juniors 2012 de Barcelone, la Russe décroche la médaille de bronze, derrière l’Italienne Alessia Trost et la Seychelloise Lissa Labiche, avec un saut à 1,88 m.
Elle est sélectionnée dans l'équipe de Russie lors des 4es championnats d'Europe par équipes disputés à Gateshead au Royaume-Uni. L'épreuve du saut en hauteur féminin se déroule en salle en raison des mauvaises conditions climatiques et Mariya Kuchina remporte finalement le concours en franchissant 1,98 m, nouveau record personnel en salle. En juillet 2013, aux championnats du monde universitaires de Kazan, en Russie, Kuchina bat d'un centimètre son record personnel avec 1,96 m mais s'incline au nombre d'essais franchis devant la Polonaise Kamila Stepaniuk.

### Championne du monde en salle à Sopot (2014)

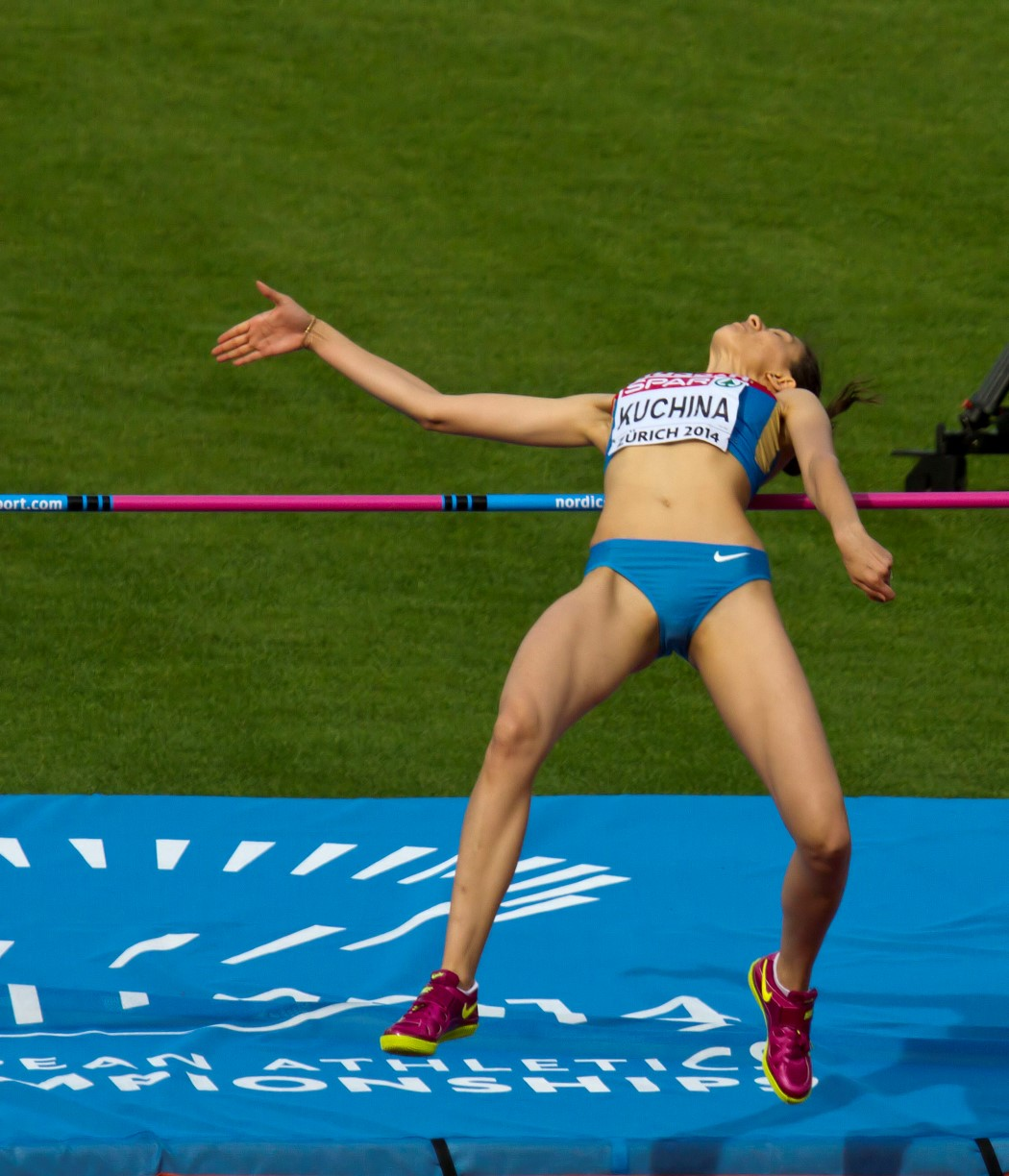
Mariya Lasitskene lors des championnats d'Europe 2014.

Elle franchit pour la première fois de sa carrière la barre des 2 mètres en début de saison 2014 en réalisant un saut à 2,01 m le 6 février à Stockholm. Elle confirme son état de forme un mois plus tard lors des championnats du monde en salle de Sopot en Pologne, en effaçant une barre à 2,00 m à son premier essai, après avoir franchi 1,85 m, 1,90 m et 1,94 m, puis 1,97 m à sa deuxième tentative. Elle remporte son premier titre mondial en salle et partage la médaille d'or avec la Polonaise Kamila Lićwinko qui réussit la même série de sauts.
Le 5 juillet 2014, lors du Meeting Areva de Paris comptant pour la Ligue de diamant, Kuchina égale dans un premier temps son record personnel d'1,98 m au deuxième essai puis franchit 2,00 m à sa troisième tentative. Elle sera devancée au classement final par la Croate Blanka Vlašić, 2,00 m également, aux essais. Le 17 août, elle devient vice-championne d'Europe à Zurich avec 1,99 m, devancée par l'Espagnole Ruth Beitia (2,01 m), puis elle remporte les deux semaines suivantes le DN Galan de Stockholm sous des conditions météorologiques difficiles avec 1,94 m, puis le Weltklasse de Zurich avec 2,00 m (record personnel égalé), ce qui lui permet de remporter la « diamond race » de la Ligue de diamant 2015, devant les Croates Ana Šimić et Blanka Vlašić.
En fin de saison, elle remporte la Coupe continentale à Marrakech avec 1,99 m, devant l'Américaine Chaunté Lowe (1,97 m) et Ana Šimić (1,95 m).

### Championne du monde en plein air à Pékin (2015)
Deuxième des bilans européens (2,00 m) derrière la Polonaise Kamila Lićwinko (2,02 m), Kuchina fait partie des favorites pour prétendre au titre européen en salle, à Prague. En mars, elle se qualifie pour cette finale et y remporte l'or en franchissant 1,97 m au troisième essai, tout comme l'Italienne Alessia Trost, mais la devance lors des barrages, étant la seule à pouvoir franchir une deuxième fois 1,97 m, après des échecs successifs à 1,99 m et 2,01 m. Le bronze revient à Kamila Lićwinko. 

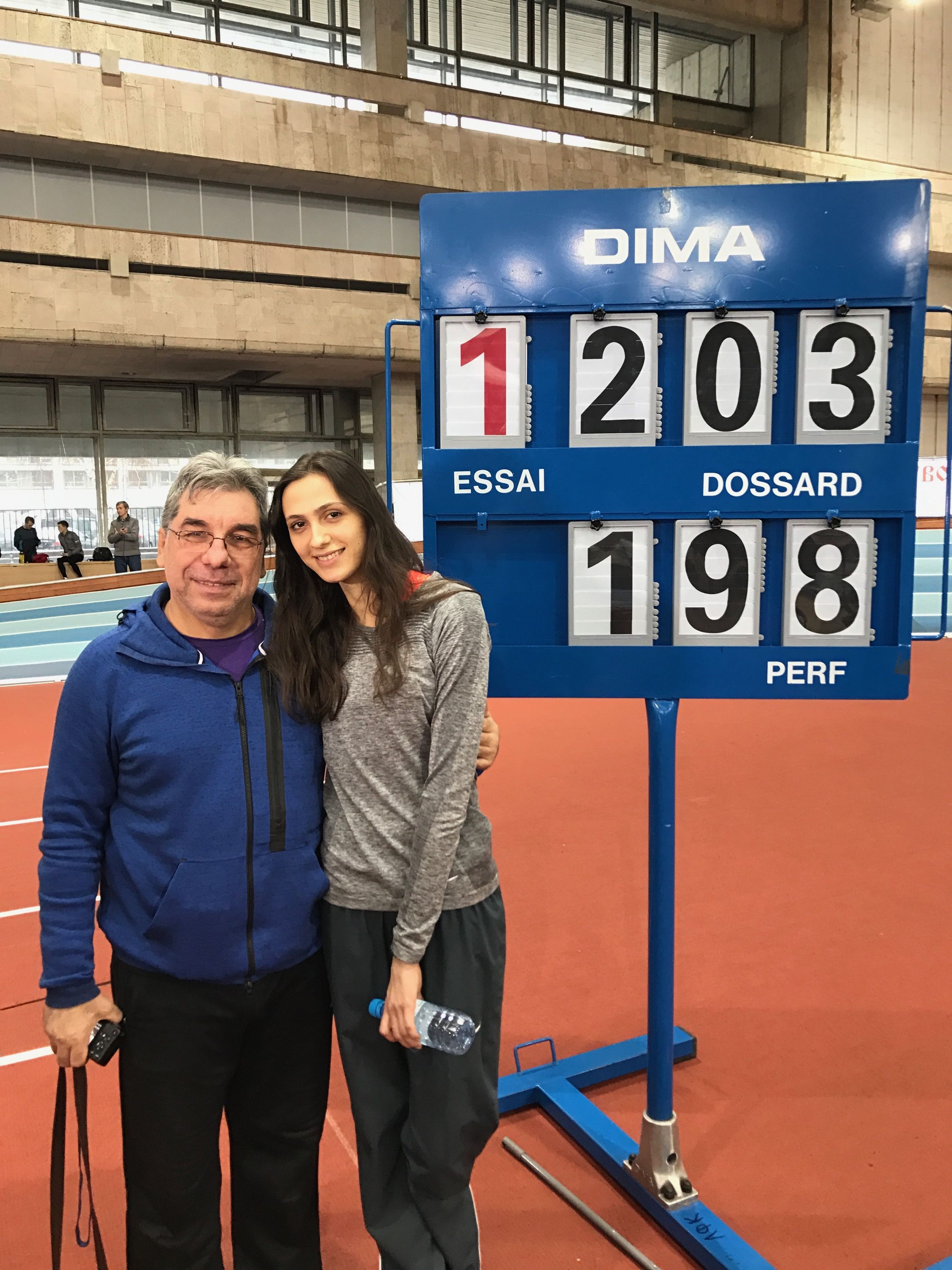
Mariya Lasitskene et son coach Gennadiy Gabrilyan à Moscou le 23 février 2017, lorsque la Russe établit un nouveau record personnel à 2.03 m.

Le 21 juin, elle participe aux Championnats d'Europe par équipes à Tcheboksary, dans son pays natal. Elle parvient à remporter le concours avec 1,99 m, devançant l'Espagnole Ruth Beitia, la Polonaise Kamila Lićwinko, et la Suédoise Erika Kinsey (1,97 m). En juillet, elle égale son record personnel à Monaco lors du Meeting Herculis à son second essai. Elle termine ensuite deuxième des Championnats de Russie avec 1,97 m, devancée par Anna Chicherova (2,00 m). Elle se qualifie le 27 août 2015 pour la finale des Championnats du monde de Pékin. Elle remporte deux jours plus tard son premier titre mondial en plein air à l'âge de 22 ans, en effaçant une barre à 2,01 m (record personnel) extérieur. Elle devance aux essais la Croate Blanka Vlašić et sa compatriote Anna Chicherova. À Bruxelles le 11 septembre, elle remporte le concours avec 2,01 m, avant de faire l'impasse à 2,03 m et d'échouer par trois fois à 2,04 m. Elle termine 2e du classement général de la Ligue de diamant, à seulement une unité de Ruth Beitia.

### 2016: saison malgré la suspension de la Russie
Kuchina réalise sa rentrée en salle le 9 janvier 2016 à Tcheliabinsk où elle s'empare de la meilleure performance mondiale de la saison avec 1,91 m. Ses participations à des compétitions et championnats internationaux semblent cependant compromises en raison de la suspension de l'équipe de Russie à la suite du scandale de dopage organisé. Il se peut donc que Kuchina ne puisse défendre son titre mondial en salle et participer aux Championnats d'Europe d'Amsterdam en juin et aux Jeux olympiques de Rio en août. Elle améliore cette marque à 1,93 m le 22 janvier à Moscou. Le 14 février, Kuchina améliore la meilleure performance mondiale de l'année d'un centimètre, la portant à 1,98 m.
Avec 67 autres athlètes, la Russe fait appel afin de pouvoir participer aux Jeux olympiques de Rio. Sa demande est rejetée comme celle de 66 autres athlètes, à l'exception de Darya Klishina. En réaction, Kuchina se dit « déçue, indignée, triste et incompréhensive sur ce qui se passe ».  

### Second titre mondial sous la bannière neutre à Londres (2017)
Le 11 janvier 2017, elle établit une meilleure performance mondiale de l'année provisoire avec 1,94 m. La semaine suivante, elle franchit une barre à 2,00 m à Moscou, au 1er essai avant de clore son concours, signant une nouvelle MPMA et la 1re athlète au-dessus des 2 mètres cette année. 

#### Demande et autorisation à participer en athlète neutre

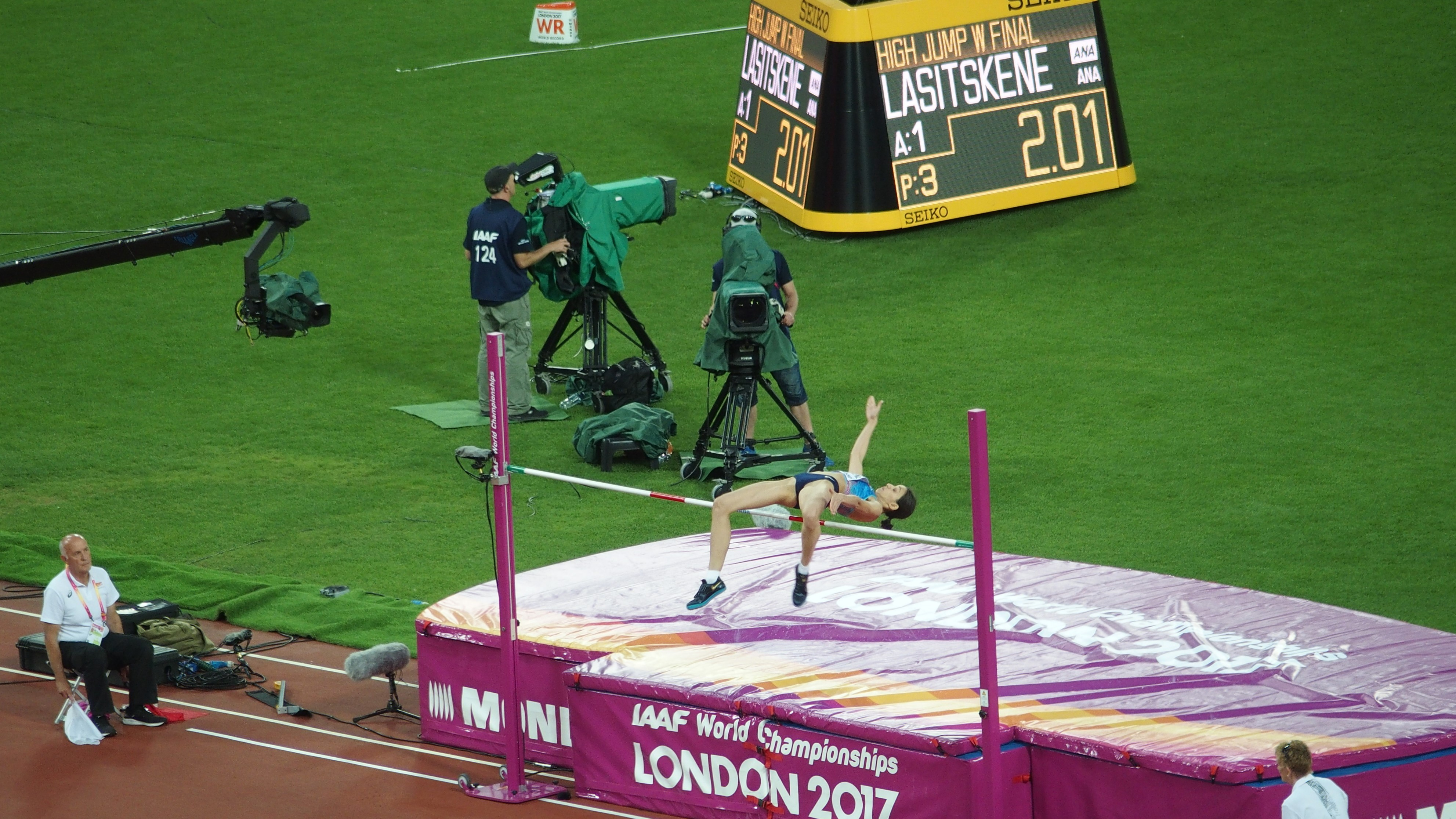
Mariya Lasitskene lors des mondiaux 2017.

Mariya Kuchina a demandé à l'IAAF la possibilité de courir sous couleur neutre lors de compétitions et championnats à la suite de la suspension de son pays. Elle, ainsi que Anzhelika Sidorova, Elena Korobkina ou encore Sergueï Choubenkov, devrait recevoir une réponse mi-février. Elle réagit le 5 février 2017 à la suite de la prolongation de la suspension de la Russie, suspension qui les « touche profondément, mais qui ne les fait pas abandonner ».
Le 21 février, elle s'impose aux Championnats de Russie en établissant un nouveau record personnel à 2,03 m et une MPMA, améliorant de 2 centimètres son ancienne marque de 2014. Elle explique ensuite toujours attendre une réponse de l'IAAF pour participer en tant qu'athlète neutre (ANA) aux Championnats d'Europe en salle de Belgrade qui se déroulent dans 10 jours. Elle se dit prête à « faire le voyage n'importe quel jour » pour s'y rendre. Deux jours plus tard, le nom de 3 athlètes russes sont révélés par l'IAAF pour participer sous cette bannière, sur 9 cas examinés. Mariya Kuchina ne figure pas parmi la liste de ces 9 athlètes.
Le 11 avril, l'IAAF annonce que Lasitskéné et six autres athlètes sont autorisés à concourir sous le drapeau neutre, permettant ainsi une participation aux Championnats du monde de Londres où elle viendra défendre son titre. Elle ouvrira sa saison estivale au Prefontaine Classic de Eugene fin mai.

#### Retour international: victoires en Ligue de diamant et en World Challenge
Lors de cette compétition, le 27 mai, Lasitskene remporte la compétition avec un saut à 2,03 m, record personnel en plein air. Elle établit par la même occasion la meilleure performance mondiale de l'année ainsi que le record du meeting détenu jusque-là par Anna Chicherova (2,02 m en 2012). 
Le 4 juin, elle saute 2,00 m à Opole et établit le nouveau record du meeting. Quatre jours plus tard, lors du Golden Gala de Rome, elle franchit de nouveau 2,00 m et s'impose loin devant Kamila Lićwinko (1,96 m) et Yuliya Levchenko (1,94 m). Elle échoue par trois fois à 2,05 m.

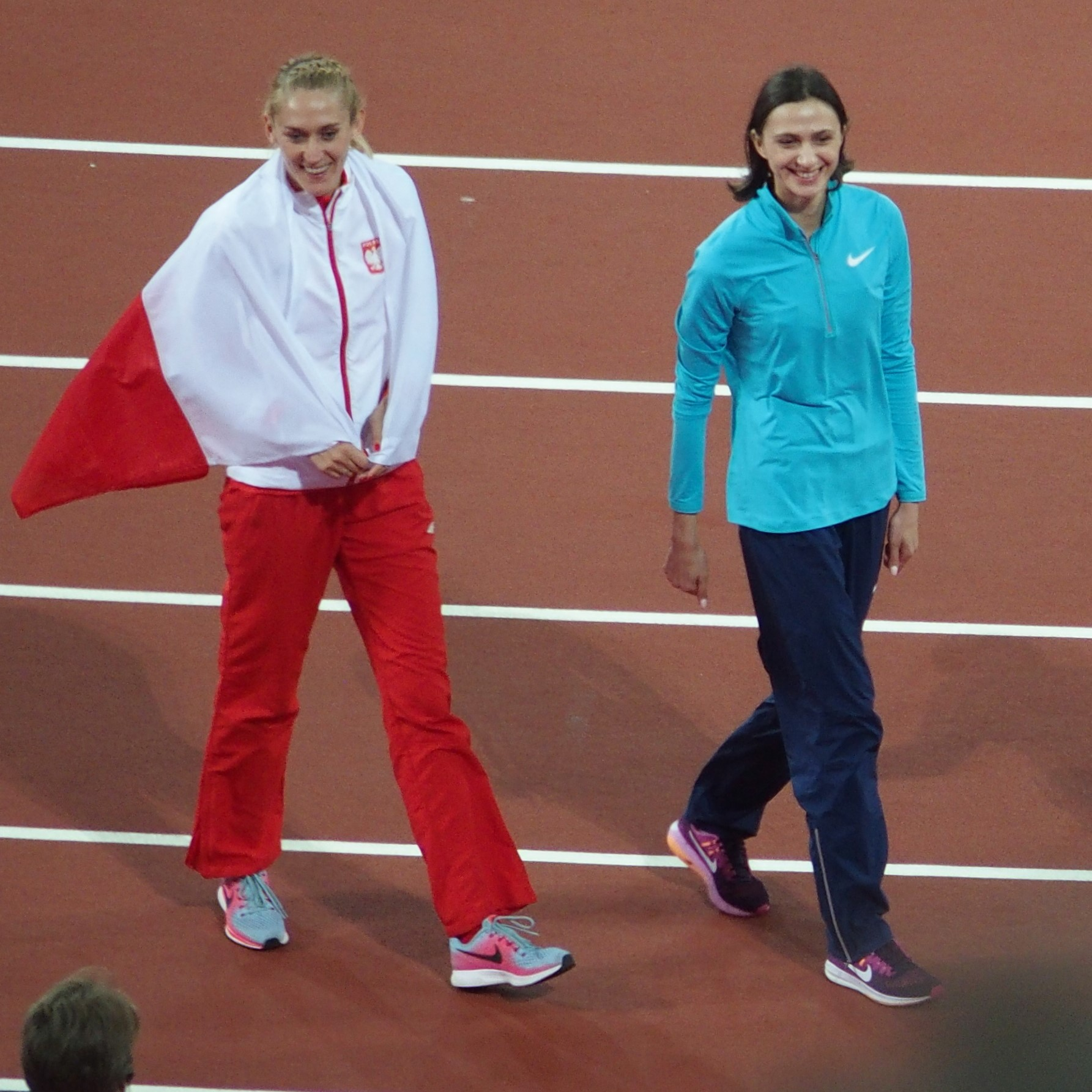
Kamila Lićwinko et Mariya Lasitskene faisant le tour d'honneur lors des championnats du monde de Londres, avec la Russe sans drapeau.

Le 11 juin, elle participe au FBK Games d'Hengelo et lors de cette compétition, la Russe confirme une nouvelle fois sa domination internationale incontestable en réalisant la superbe performance de 2,04 m à son 1er essai, établissant ainsi le record du meeting (Heike Henkel 2,03 m en 1992), la meilleure performance mondiale de l'année et son record personnel. C'est par ailleurs le meilleur saut réalisé par une sauteuse depuis 2013 où l'Américaine Brigetta Barrett avait réalisé cette hauteur et la 14e femme de l'histoire à franchir 2,04 m ou plus. Lasitskene tentera par 3 fois à 2,10 m, barre synonyme de record du monde, mais échoue dans ses tentatives. Deux jours plus tard, elle remporte sa 5e victoire consécutive de l'année en cinq compétitions, en s'imposant aux Paavo Nurmi Games de Turku avec 1,95 m. C'est la seule fois de l'année où elle ne franchit pas la barre des 2 mètres échouant 3 fois à cette hauteur. Le 16 juin, elle franchit 1,97 m à Joukovski. Le 18 juin, elle revient au-dessus des 2 mètres en remportant le Bauhaus-Galan de Stockholm avec 2,00 m, avant de s'attaquer à 2,06 m, sans succès puis réalise de nouveau cette performance, à Moscou le 24. 

#### 2,06mà Lausanne
Le 6 juillet, lors de l'étape de l'Athletissima à Lausanne, la Russe franchit 2,01 m puis 2,06 m, établissant ainsi son record personnel, la meilleure performance mondiale de l'année, le record de la ligue de diamant et le record du meeting. Sa performance, la plus élevée depuis les 2,07 m de sa compatriote Anna Chicherova en 2011, est la 5e meilleure performance mondiale de tous les temps ex aequo, derrière celle de Stefka Kostadinova (2,09), Blanka Vlašić (2,08), Lyudmila Andonova et Anna Chicherova (2,07). Elle échoue dans sa tentative de record du monde à 2,10 m. Le 9, elle s'impose à Londres avec 2,00 m, avant d'échouer à 2,03 m (une fois) et à 2,08 m (deux fois) puis efface 2,01 m lors de la Coupe de Russie à Ierino (ru) le 14 juillet.
Le 16 juillet, elle franchit 2,00 m à Padoue avant de rater de peu 2,08 m. Le 22, elle remporte le Meeting Herculis de Monaco avec un record du meeting à 2,05 m, échouant à nouveau de peu à 2,08 m.

#### Titre mondial à Londres
Le 12 août, et en parfaite favorite, Mariya Lasitskene remporte la médaille d'or des championnats du monde de Londres avec un saut à 2,03 m, devançant sur le podium Yuliya Levchenko (Ukraine, 2,01 m) et Kamila Lićwinko (Pologne, 1,99 m). Elle est la première athlète neutre autorisée (hommes et femmes confondus) à remporter l'or dans ces mondiaux. Elle réalise un tour d'honneur sans drapeau et a eu l'IAAF pour hymne national.
Trois jours plus tard, elle est de nouveau sur les pistes au meeting de Varsovie qu'elle remporte avec 1,95 m. Le 1er septembre, pour sa dernière compétition de la saison à l'occasion du Mémorial Van Damme, elle ajoute une nouvelle victoire à sa saison et reste invaincue, s'imposant avec 2,02 m. Dernière étape de la ligue de diamant, elle remporte le trophée pour la seconde fois de sa carrière après 2014.

### Saison 2018

#### Titre mondial en salle
Mariya Lasitskene commence la saison hivernale 2018 dès le mois de décembre 2017, le 23 à Minsk en Biélorussie, où elle franchit déjà une barre à 2,00 m, avant de tenter 2,08 m, le record du monde en salle, mais sans succès. Le 17 janvier 2018, elle améliore sa propre meilleure performance mondiale de l'année à Moscou, grâce à un saut à 2,01 m.
Le 25 janvier 2018, son autorisation de concourir en tant qu'athlète neutre est prolongé par l'IAAF. Deux jours plus tard, à Volgograd, elle réalise la meilleure performance en salle depuis 2011 en franchissant une barre à 2,04 m, record personnel en salle. Elle attaque une barre à 2,07 m (un centimètre de moins que le record du monde) mais échoue de peu.

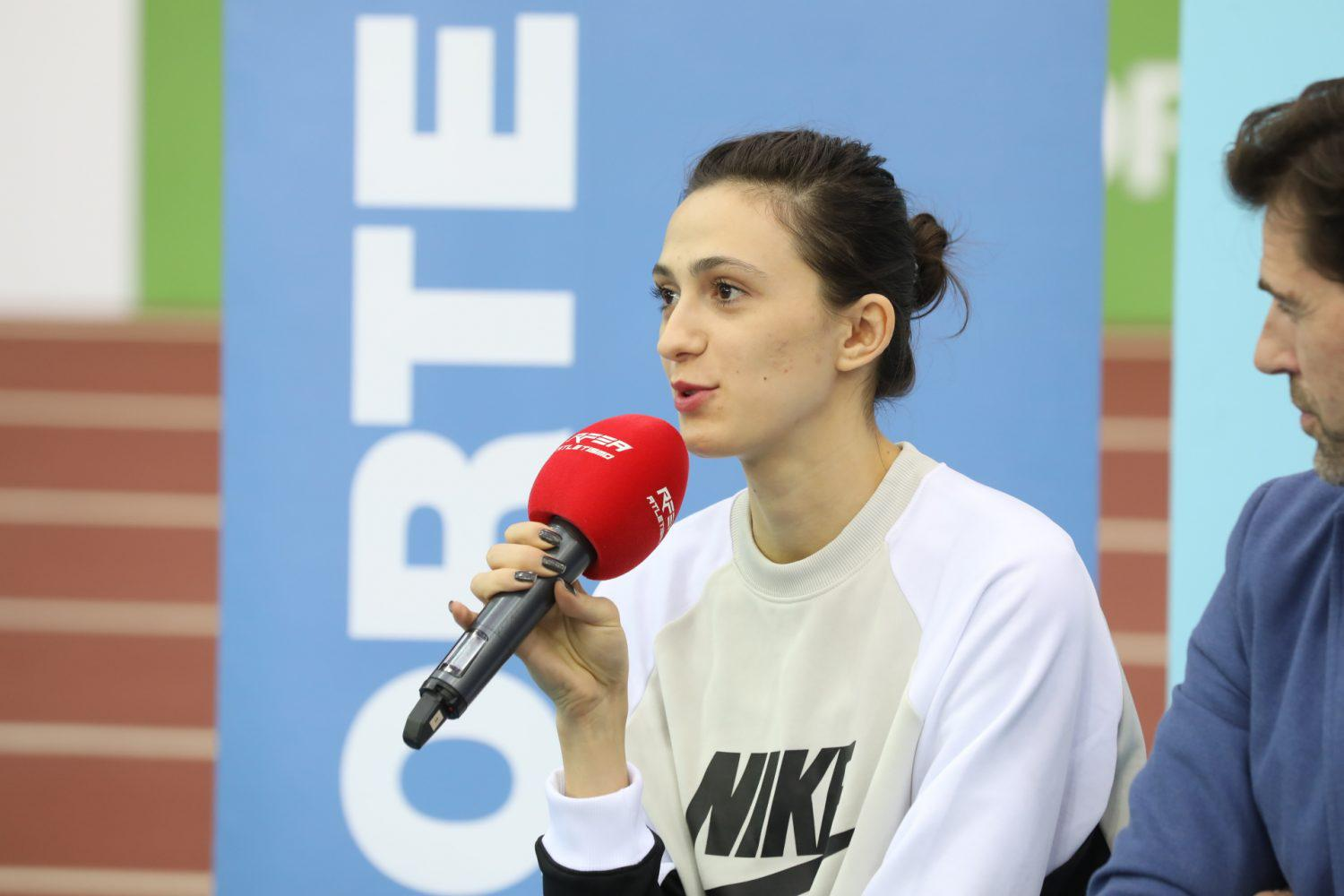
Mariya Lasitskene à Madrid en 2018

Le 6 février, elle remporte la réunion consacrée au saut en hauteur de Banská Bystrica, avec 2,02 m. Elle devance Levern Spencer (1,94 m) et signe sa 34e victoire consécutive, étant invaincue depuis juin 2016. Deux jours plus tard, elle remporte le meeting de Madrid avec 2,00 m. Championne de Russie le 13 février avec 1,88 m (sa compétition la plus basse depuis 2015), elle remporte ensuite l'étape de Toruń du circuit mondial en salle de l'IAAF avec une nouvelle performance de 2,00 m, avant d'échouer à 2,05 m. Elle bat Yuliya Levchenko (1,93 m) et Erika Kinsey (1,90 m).
Le 25 février, elle remporte à Glasgow le classement général du circuit mondial en salle de l'IAAF grâce à une victoire avec 1,95 m, devant la Britannique Morgan Lake. 
Le 1er mars, dans un concours où ses adversaires ne semblent pas réaliser de grandes performances, Mariya Lasitskene remporte en grande favorite le titre des championnats du monde en salle de Birmingham avec un saut à 2,01 m. Elle devance de 8 centimètres la tenante du titre Vashti Cunningham et l'Italienne Alessia Trost. La Russe, désormais âgée de 25 ans, décroche son second titre mondial en salle après Sopot en 2014.

#### Saison estivale
Le 12 mai, Mariya Lasitskene effectue sa rentrée estivale internationale à l'occasion de la deuxième étape de la ligue de diamant, au Shanghai Golden Grand Prix, où elle s'impose avec 1,97 m après un duel avec la vice-championne olympique Mirela Demireva (1,94 m). Le 31 mai, c'est au Golden Gala de Rome qu'elle s'impose en effaçant la meilleure performance mondiale de l'année avec 2,02 m, battant à nouveau Mirela Demireva (1,94 m) et l'Italienne Elena Vallortigara (1,94 m également). Quatre jours plus tard, à Hengelo, elle améliore sa meilleure performance mondiale de l'année d'un centimètre, à 2,03 m. Le 10 juin, elle enchaîne sa 42e victoire consécutive depuis 2016 en battant, au nombre d'essais seulement avec 2,00 m, Mirela Demireva qui établit son nouveau record personnel, lors du Bauhaus-Galan de Stockholm.
Le 30 juin, elle enchaîne sa 45e victoire consécutive à l'occasion du Meeting de Paris, où elle remporte son duel face à l'heptathlonienne Nafissatou Thiam. Lasitskene franchit une barre à 2,04 m, améliorant ainsi sa propre meilleure performance mondiale de l'année, et battant le record du meeting détenu par Blanka Vlašić avec 2,02 m. Elle échoue ensuite de peu à 2,08 m. Thiam termine 2e avec 1,97 m. 
Le 13 juillet, à Rabat, sa série de victoires s'arrête soudainement, la Russe étant incapable d'effacer une barre à 1,94 m. Elle termine 3e ex-aequo avec 1,90 m, derrière ses rivales Mirela Demireva (1,94 m) et Yuliya Levchenko (1,94 m). Six jours plus tard, elle remporte les championnats de Russie à Kazan avec 2,00 m, devant Anna Chicherova (1,90 m). Le 22, elle remporte la réunion de Londres en égalant sa propre MPMA avec 2,04 m, dans un duel acharné avec l'étoile montante Italienne Elena Vallortigara, auteure de 2,02 m. 

#### Championne d'Europe à Berlin
Le 10 août, en parfaite favorite, Mariya Lasitskene remporte la finale des championnats d'Europe au stade olympique de Berlin, avec un saut de 2,00 m, échouant ensuite à 2,04 m (impasse à 2,02 m), devançant aux essais la Bulgare Mirela Demireva (2,00 m) et l'Allemande Marie-Laurence Jungfleisch (1,96 m). Sa victoire est entachée d'une incompréhension du public lorsqu'elle jette son sac au sol, visiblement déçue de sa performance.
Après le championnat, elle s'impose à Göteborg avec 1,97 m et égale cette marque lors de la finale de la Ligue de diamant à Zurich, remportant ainsi pour la 4e fois le trophée, un record chez les femmes au saut en hauteur. Elle conclut sa saison par une victoire pour l'équipe d'Europe lors de la Coupe continentale d'athlétisme 2018 à Ostrava avec 2,00 m, devant l'Ouzbèke Svetlana Radzivil (1,95 m) et la Sainte-Lucienne Levern Spencer (1,93 m).
En novembre, elle figure dans la liste des candidats au titre d'Athlète de l'année 2018.

### Saison 2019

#### Second titre européen en salle
En pleine préparation pour la saison hivernale, Mariya Lasitskene débute par une compétition à Minsk le 22 décembre 2018, dans un centre commercial : face à un contingent ukrainien, elle s'impose en effaçant 2,00 m et échoue de peu à 2,07 m, barre synonyme de deuxième meilleure performance mondiale de tous les temps. Néanmoins, le 17 janvier, elle est sèchement battue par Anna Chicherova lors d'une compétition à Tcheliabinsk, avec une barre à 1,97 m contre 2,01 m, meilleure performance mondiale de l'année. Elle reprend ensuite les devants en signant six victoires consécutives, cinq en Russie et une en Slovaquie, avec à chaque fois un saut à 2,00 m ou plus, dont un record personnel égalé à 2,04 m le 3 février. 
Le 3 mars 2019, la Russe sous bannière neutre remporte la médaille d'or des championnats d'Europe en salle à Glasgow avec une barre à 2,01 m, devant l’Ukrainienne Yuliya Levchenko (1,99 m) et la Lituanienne tenante du titre Airinė Palšytė (1,97 m). Il s'agit de son deuxième titre dans la compétition après Prague en 2015.  

#### Troisième titre mondial à Doha
Dans des conditions météorologiques très difficiles, Lasitskene fait sa rentrée à Stockholm, le 30 mai, et s'impose avec une modeste performance d'1,92 m. Elle s'améliore le 13 juin en établissant à Oslo la meilleure performance mondiale de l'année avec 2,01 m, soit un centimètre de mieux qu'Anna Chicherova, puis avec 2,02 m à Chorzów quelques jours plus tard. Le 20 juin, lors du Golden Spike Ostrava, elle égale son record personnel de 2,06 m, avant de s'attaquer au record du monde à 2,10 m, sans succès.
Le 30 juin, elle s'impose à Palo Alto avec 2,04 m, améliorant d'un centimètre son record du meeting, puis gagne à Lausanne avec 2,02 m le 5 juillet, avant d'échouer de peu à 2,07 m. Le 12 juillet, elle remporte le Meeting Herculis de Monaco avec un saut à 2,00 m.
Le 10 septembre, lors du Match Europe - États-Unis à Minsk, elle fait partie du triplé européen en saut en hauteur, mais subit sa première défaite depuis juillet 2018 avec 1,98 m derrière les Ukrainiennes Yuliya Levchenko (2,02 m) et Iryna Gerashchenko (1,98 m), à seulement deux semaines des Mondiaux.
Aux championnats du monde, dans un concours d'exception, Mariya Lasitskene parvient à remporter un troisième titre avec un saut à 2,04 m, battant aux essais l'adolescente ukrainienne Yaroslava Mahuchikh (18 ans, 2,04 m) et l'Américaine Vashti Cunningham. Première athlète à remporter trois titres mondiaux, ceux-ci sont notamment consécutifs. Elle fait ainsi mieux que Stefka Kostadinova, titrée en 1987 et 1995, et que Blanka Vlašić, titrée en 2007 et 2009.
Le 26 octobre, elle est élue athlète européenne de l'année à Tallinn, succédant à la Britannique Dina Asher-Smith.

### Saisons 2020 et 2021
Le 1er février 2020, Mariya Lasitskene commence sa saison en salle en réalisant d'emblée la meilleure performance mondiale de la saison en franchissant 2,04 m lors du meeting de Moscou, signant son record personnel en salle et répondant d'une certaine manière à sa rivale ukrainienne Yaroslava Mahuchikh, qui avait battu la veille le record du monde junior grâce à un saut à 2,02 m à l'occasion du meeting de Karlsruhe. Une semaine plus tard, toujours à Moscou, elle améliore d'un centimètre sa performance avec un saut à 2,05 m.

#### Consécration olympique à Tokyo
Après une saison 2020 perturbée par la pandémie de Covid-19, Lasitskene est autorisée à participer aux Jeux Olympiques de Tokyo sous les couleurs du Comité olympique de Russie (ROC), la Russie étant toujours suspendue de toute compétition internationale jusqu'en 2022. À Tokyo, la triple championne du monde en titre commence son concours à 1,84 m, passant seulement au troisième essai 1,96 m avant de franchir 2,02 m dès sa première tentative puis 2,04 m à la deuxième. Cette dernière barre lui assure l'or olympique, le seul titre qui manquait à son palmarès, elle qui n'avait pourtant réussi que deux concours à plus de 2 mètres au cours de la saison. Elle est accompagnée sur le podium par l'Australienne Nicola McDermott (2,02 m) et l’Ukrainienne Yaroslava Mahuchikh.

### Saison 2022
Comme tous les athlètes russes et biélorusses, elle est exclue des compétitions internationales sur proposition du Comité international olympique, fin février 2022 après l'invasion de l'Ukraine par la Russie,.

## Vie personnelle
Mariya Kuchina a entretenu une relation avec le sauteur en hauteur Vadim Vrublevskiy (record à 2,26 m), mais ils se sont ensuite séparés. Par ailleurs, Vrublevskiy a écopé, le 26 avril 2016, de deux ans de suspension pour dopage. 
Elle se marie le 17 mars 2017 à Naltchik (Kabardino-Balkarie) avec un commentateur de tennis russe d'origine lituanienne, Vladas Lasitskas ; de nombreuses personnalités du monde sportif russe étaient présentes à la célébration du mariage. Ensuite, Kuchina concourt en compétition sous le nom de Mariya Lasitskene.

## Palmarès
| Date                       | Compétition                           | Lieu                               | Résultat               | Marque                 |
| Représentant la Russie     | Représentant la Russie                | Représentant la Russie             | Représentant la Russie | Représentant la Russie |
| -------------------------- | ------------------------------------- | ---------------------------------- | ---------------------- | ---------------------- |
| 2009                       | Championnats du monde cadets          | Bressanone                         | 2e                     | 1,85 m                 |
| 2009                       | Festival olymp. de la jeunesse europ. | Tampere                            | 2e                     | 1,85 m                 |
| 2010                       | Jeux olympiques de la jeunesse        | Singapour                          | 1re                    | 1,89 m                 |
| 2011                       | Championnats d'Europe juniors         | Tallinn                            | 1re                    | 1,95 m                 |
| 2012                       | Championnats du monde juniors         | Barcelone                          | 3e                     | 1,88 m                 |
| 2013                       | Championnats d'Europe par équipes     | Gateshead                          | 1re                    | 1,98 m                 |
| 2013                       | Universiade                           | Kazan                              | 2e                     | 1,96 m                 |
| 2013                       | DécaNation                            | Valence                            | 1re                    | 1,92 m                 |
| 2014                       | Championnats du monde en salle        | Sopot                              | 1re                    | 2,00 m                 |
| 2014                       | Championnats d'Europe par équipes     | Brunswick                          | 1re                    | 1,95 m                 |
| 2014                       | Championnats d'Europe                 | Zurich                             | 2e                     | 1,99 m                 |
| 2014                       | DécaNation                            | Angers                             | 1re                    | 1,92 m                 |
| 2014                       | Coupe continentale                    | Marrakech                          | 1re                    | 1,99 m                 |
| 2014                       | Ligue de diamant                      | Ligue de diamant                   | 1re                    | détails                |
| 2015                       | Championnats d'Europe en salle        | Prague                             | 1re                    | 1,97 m                 |
| 2015                       | Championnats d'Europe par équipes     | Tcheboksary                        | 1re                    | 1,99 m                 |
| 2015                       | Championnats du monde                 | Pékin                              | 1re                    | 2,01 m                 |
| 2015                       | Jeux mondiaux militaires              | Mungyeong                          | 1re                    | 1,95 m                 |
| 2015                       | Ligue de diamant                      | Ligue de diamant                   | 2e                     | détails                |
| En tant qu' athlète neutre |                                       |                                    |                        |                        |
| 2017                       | Championnats du monde                 | Londres                            | 1re                    | 2,03 m                 |
| 2017                       | Ligue de diamant                      | Ligue de diamant                   | 1re                    | 2,02 m                 |
| 2018                       | Circuit mondial en salle de l'IAAF    | Circuit mondial en salle de l'IAAF | 1re                    | détails                |
| 2018                       | Championnats du monde en salle        | Birmingham                         | 1re                    | 2,01 m                 |
| 2018                       | Championnats d'Europe                 | Berlin                             | 1re                    | 2,00 m                 |
| 2018                       | Ligue de diamant                      | Ligue de diamant                   | 1re                    | 1,97 m                 |
| 2018                       | Coupe continentale                    | Ostrava                            | 1re                    | 2,00 m                 |
| 2019                       | Championnats d'Europe en salle        | Glasgow                            | 1re                    | 2,01 m                 |
| 2019                       | Ligue de diamant                      | Ligue de diamant                   | 1re                    | 1,99 m                 |
| 2019                       | Championnats du monde                 | Doha                               | 1re                    | 2,04 m                 |
| 2019                       | Jeux mondiaux militaires              | Wuhan                              | 1re                    | 2,01 m                 |
| 2021                       | Jeux olympiques                       | Tokyo                              | 1re                    | 2,04 m                 |
| 2021                       | Ligue de diamant                      | Ligue de diamant                   | 1re                    | Saut en hauteur        |

## Records
| Épreuve         | Épreuve   | Marque | Lieu             | Date                        |
| --------------- | --------- | ------ | ---------------- | --------------------------- |
| Saut en hauteur | Plein air | 2,06 m | Lausanne Ostrava | 6 juillet 2017 20 juin 2019 |
| Saut en hauteur | En salle  | 2,05 m | Moscou           | 9 février 2020              |

### Meilleures performances par année
| Date | Marque | Date                                         | Lieu                    | Rang |
| ---- | ------ | -------------------------------------------- | ----------------------- | ---- |
| 2008 | 1,83 m | 5 juin 2008 27 juin 2008                     | Krasnodar Vladimir      | 136  |
| 2009 | 1,87 m | 9 décembre 2009                              | Doha                    | 53   |
| 2010 | 1,91 m | 7 juillet 2010                               | Penza                   | 32   |
| 2011 | 1,97 m | 26 janvier 2011                              | Trinec                  |      |
| 2012 | 1,96 m | 30 janvier 2012                              | Trinec                  |      |
| 2013 | 1,98 m | 23 juin 2013                                 | Gateshead               |      |
| 2014 | 2,00 m | 5 juillet 2014 28 août 2014                  | Paris Zurich            | 2    |
| 2015 | 2,01 m | 29 août 2015 11 septembre 2015               | Pékin Bruxelles         | 2    |
| 2016 | 2,00 m | 21 juillet 2016                              | Joukovski               | 2    |
| 2017 | 2,06 m | 6 juillet 2017                               | Lausanne                | 1    |
| 2018 | 2,04 m | 27 janvier 2018 30 juin 2018 22 juillet 2018 | Volgograd Paris Londres | 1    |
| 2019 | 2,06 m | 20 juin 2019                                 | Ostrava                 | 1    |
| 2020 | 2,05 m | 9 février 2020                               | Moscou                  | 1    |
| 2021 | 2,05 m | 8 septembre 2021                             | Zurich                  | 1    |

### Performances au-dessus de2m
Mariya Lasitskene franchit la barre des 2 m ou plus 94 fois durant de sa carrière, dans 68 concours différents. La première fois le 16 janvier 2014 à Tcheliabinsk () et la dernière fois le 4 août 2022 à Zurich ()[Où ?]. 
Le 30 juin 2019, elle dépasse Kajsa Bergqvist (70) au classement des meilleures sauteuses au-delà des 2,00 mètres de l'histoire, pour devenir 3e, derrière la Bulgare Stefka Kostadinova (197) et la Croate Blanka Vlašić (166).
| Numéro | Hauteur | Lieu        | Date               | Résultat |
| ------ | ------- | ----------- | ------------------ | -------- |
| 1      | 2,00 m  | Paris       | 5 juillet 2014     | 2        |
| 2      | 2,00 m  | Zurich      | 28 août 2014       | 1        |
| 3      | 2,00 m  | Monaco      | 17 juillet 2015    | 1        |
| 4      | 2,00 m  | Zagreb      | 8 septembre 2015   | 1        |
| 5      | 2,00 m  | Joukovski   | 21 juillet 2016    | 1        |
| 6      | 2,00 m  | Opole       | 4 juin 2017        | 1        |
| 7      | 2,00 m  | Rome        | 8 juin 2017        | 1        |
| 8      | 2,00 m  | Stockholm   | 18 juin 2017       | 1        |
| 9      | 2,00 m  | Moscou      | 24 juin 2017       | 1        |
| 10     | 2,00 m  | Londres     | 9 juillet 2017     | 1        |
| 11     | 2,00 m  | Padoue      | 17 juillet 2017    | 1        |
| 12     | 2,00 m  | Stockholm   | 10 juin 2018       | 1        |
| 13     | 2,00 m  | Kazan       | 19 juillet 2018    | 1        |
| 14     | 2,00 m  | Berlin      | 10 août 2018       | 1        |
| 15     | 2,00 m  | Ostrava     | 9 septembre 2018   | 1        |
| 16     | 2,00 m  | Monaco      | 12 juillet 2019    | 1        |
| 17     | 2,00 m  | Tcheboksary | 24 juillet 2019    | 1        |
| 18     | 2,01 m  | Pékin       | 29 août 2015       | 1        |
| 19     | 2,01 m  | Bruxelles   | 11 septembre 2015  | 1        |
| 20     | 2,01 m  | Ierino (ru) | 14 juillet 2017    | 1        |
| 21     | 2,01 m  | Joukovski   | 23 juin 2018       | 1        |
| 22     | 2,01 m  | Oslo        | 13 juin 2019       | 1        |
| 23     | 2,01 m  | Wuhan       | 23 octobre 2019    | 1        |
| 24     | 2,02 m  | Bruxelles   | 1er septembre 2017 | 1        |
| 25     | 2,02 m  | Rome        | 31 mai 2018        | 1        |
| 26     | 2,02 m  | Chorzow     | 16 juin 2019       | 1        |
| 27     | 2,02 m  | Lausanne    | 5 juillet 2019     | 1        |
| 28     | 2,03 m  | Eugene      | 27 mai 2017        | 1        |
| 29     | 2,03 m  | Londres     | 12 août 2017       | 1        |
| 30     | 2,03 m  | Hengelo     | 3 juin 2018        | 1        |
| 31     | 2,04 m  | Hengelo     | 11 juin 2017       | 1        |
| 32     | 2,04 m  | Paris       | 30 juin 2018       | 1        |
| 33     | 2,04 m  | Londres     | 22 juillet 2018    | 1        |
| 34     | 2,04 m  | Palo Alto   | 30 juin 2019       | 1        |
| 35     | 2,04 m  | Doha        | 30 septembre 2019  | 1        |
| 36     | 2,04 m  | Tokyo       | 7 août 2021        | 1        |
| 37     | 2,05 m  | Monaco      | 21 juillet 2017    | 1        |
| 38     | 2,06 m  | Lausanne    | 6 juillet 2017     | 1        |
| 39     | 2,06 m  | Ostrava     | 20 juin 2019       | 1        |

| Numéro | Hauteur | Lieu            | Date             | Résultat |
| ------ | ------- | --------------- | ---------------- | -------- |
| 1      | 2,00 m  | Tcheliabinsk    | 16 janvier 2014  | 1        |
| 2      | 2,00 m  | Sopot           | 8 mars 2014      | 1        |
| 3      | 2,00 m  | Moscou          | 18 janvier 2017  | 1        |
| 4      | 2,00 m  | Minsk           | 23 décembre 2017 | 1        |
| 5      | 2,00 m  | Madrid          | 8 février 2018   | 1        |
| 6      | 2,00 m  | Toruń           | 15 février 2018  | 1        |
| 7      | 2,00 m  | Minsk           | 22 décembre 2018 | 1        |
| 8      | 2,00 m  | Moscou          | 25 janvier 2019  | 1        |
| 9      | 2,00 m  | Banská Bystrica | 9 février 2019   | 1        |
| 10     | 2,00 m  | Moscou          | 25 février 2019  | 1        |
| 11     | 2,01 m  | Stockholm       | 6 février 2014   | 1        |
| 12     | 2,01 m  | Moscou          | 17 janvier 2018  | 1        |
| 13     | 2,01 m  | Birmingham      | 1er mars 2018    | 1        |
| 14     | 2,01 m  | Volgograd       | 27 janvier 2019  | 1        |
| 15     | 2,01 m  | Glasgow         | 3 mars 2019      | 1        |
| 16     | 2,02 m  | Banská Bystrica | 6 février 2018   | 1        |
| 17     | 2,02 m  | Cottbus         | 30 janvier 2019  | 1        |
| 18     | 2,02 m  | Moscou          | 15 février 2019  | 1        |
| 19     | 2,03 m  | Moscou          | 21 février 2017  | 1        |
| 20     | 2,03 m  | Moscou          | 20 janvier 2019  | 1        |
| 21     | 2,04 m  | Volgograd       | 27 janvier 2018  | 1        |
| 22     | 2,04 m  | Moscou          | 3 février 2019   | 1        |
| 23     | 2,04 m  | Moscou          | 1er février 2020 | 1        |
| 24     | 2,05 m  | Moscou          | 9 février 2020   | 1        |

### Progression
| Âge | Hauteur | Lieu            | Date                           | Compétition                              |
| --- | ------- | --------------- | ------------------------------ | ---------------------------------------- |
| 21  | 2,00 m  | Paris Zurich    | 5 juillet 2014 28 août 2014    | Meeting de Paris Weltklasse Zurich       |
| 22  | 2,01 m  | Pékin Bruxelles | 29 août 2015 11 septembre 2015 | Championnats du monde Mémorial Van Damme |
| 24  | 2,03 m  | Eugene          | 27 mai 2017                    | Prefontaine Classic                      |
| 24  | 2,04 m  | Hengelo         | 11 juin 2017                   | FBK Games                                |
| 24  | 2,06 m  | Lausanne        | 6 juillet 2017                 | Athletissima                             |
| 26  | 2,06 m  | Ostrava         | 20 juin 2019                   | Golden Spike Ostrava                     |